# Björngårdsskolan

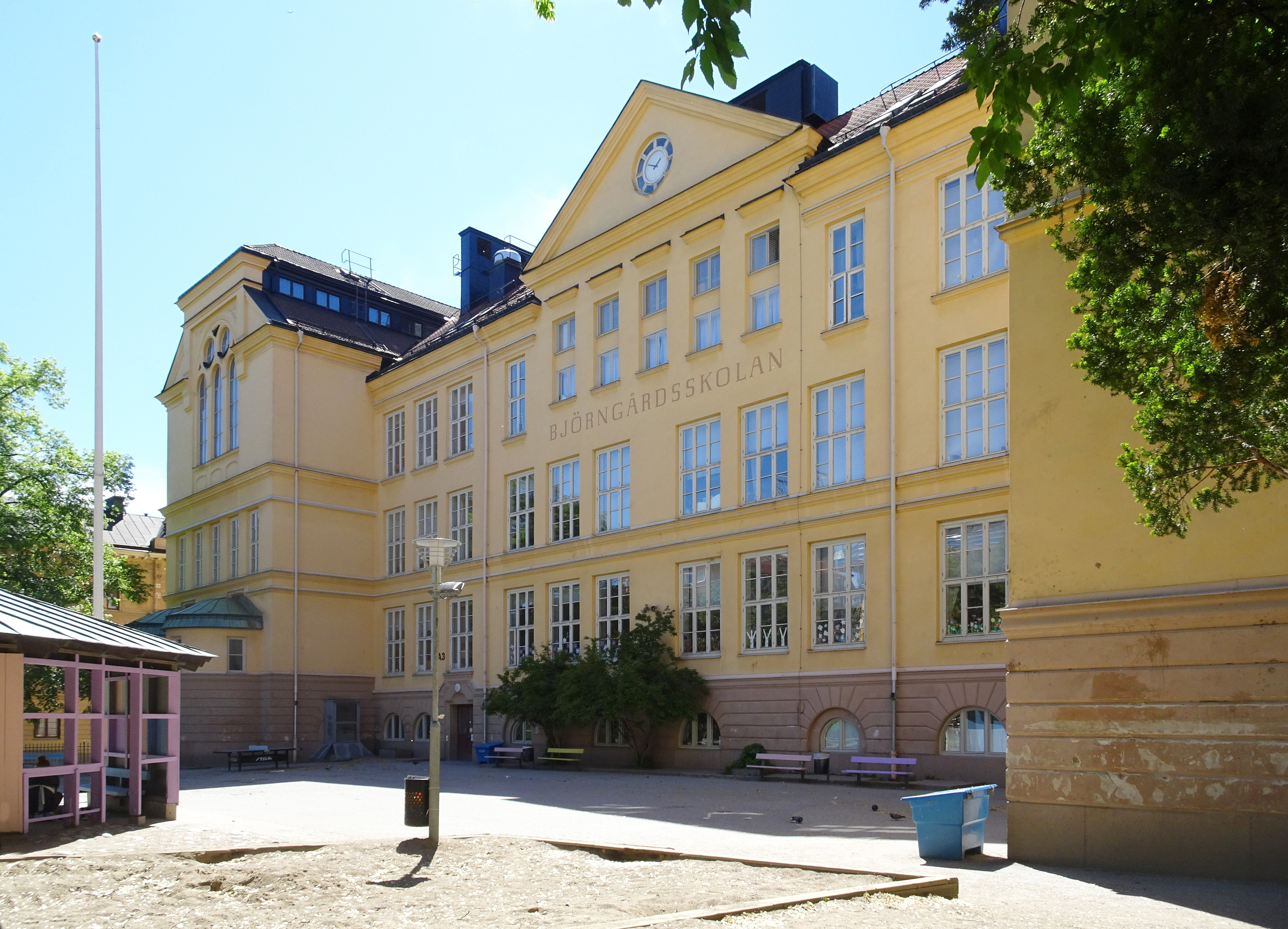
Björngårdsskolan, fasad mot öster, 2019.

Björngårdsskolan är en kommunal grundskola vid Maria Prästgårdsgata 9 / Björngårdsgatan 10 på Södermalm i Stockholms innerstad. Byggnaden uppfördes 1908 som folkskoleseminarium och är blåmärkt av Stadsmuseet i Stockholm, vilket innebär att den har "synnerligen höga kulturhistoriska värden". Nuvarande Björngårdsskolan invigdes 1990.

## Historik

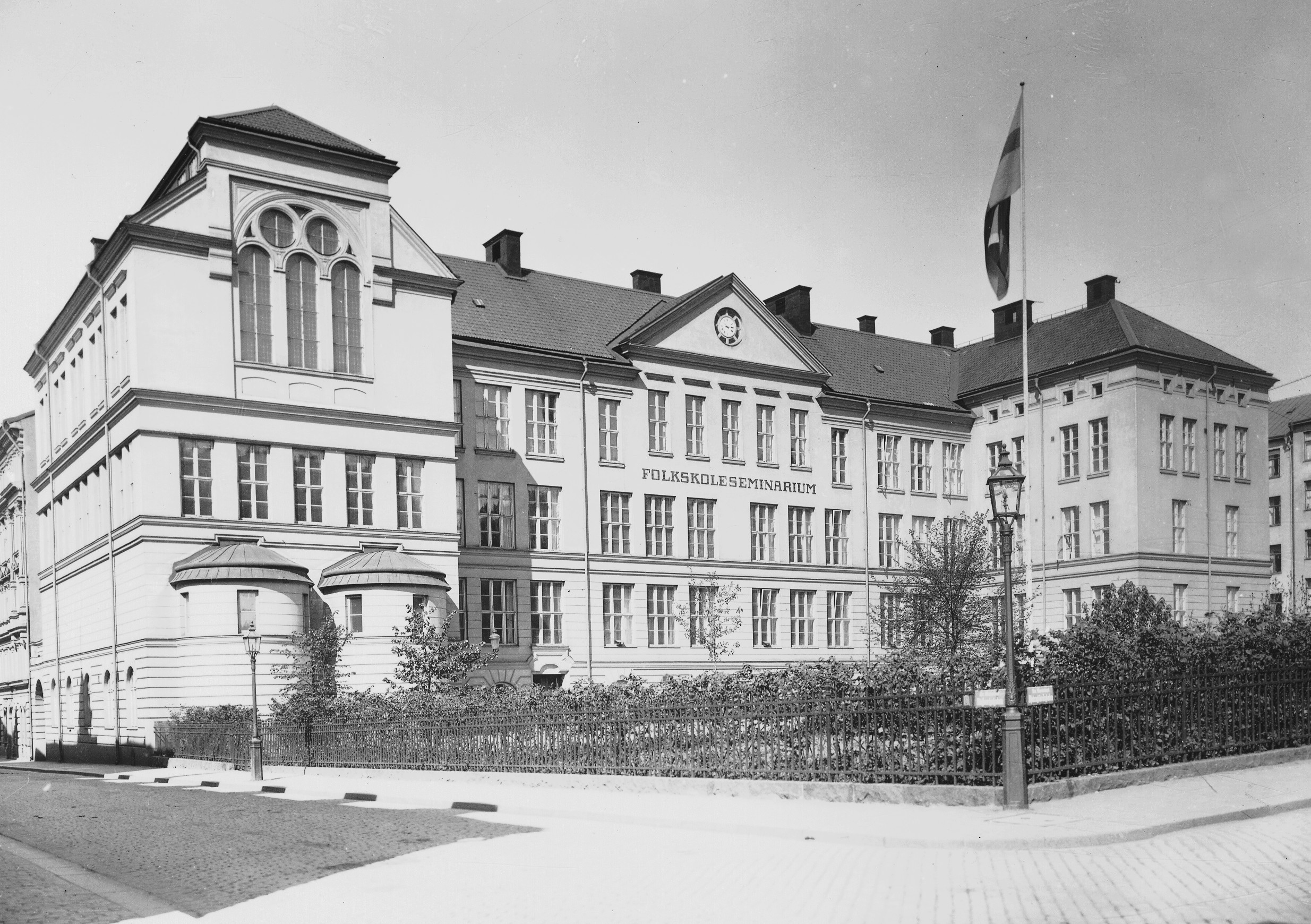
Nybyggda Folkskoleseminarium, 1909.

På platsen fanns tidigare ett brännvinsbränneri som 1725 ägdes av bryggaren Daniel Lampa. 1821 slutade verksamheten och byggnaden övertogs av ”Sällskapet för växelundervisningens befrämjande” som 1830 öppnade Sveriges första utbildningsanstalt för lärare, kallad Normalskolan,  i den gamla bränneribyggnaden. 1842 blev skolan statens folkskoleseminarium. Till en början mottogs både manliga och kvinnliga lärarelever men från hösten 1865 bara kvinnliga. 1905 beviljades ett anslag om 400 000 kronor för bygget av ett nytt, modernt skolhus som stod färdig 1908. Under byggnadstiden inhystes lärarutbildningen i Gamla riksdagshuset på Riddarholmen, där första kammarens plenisal blev skollokal.
Byggnaden som intar den östra delen av kvarteret Marsvinet ritades av arkitekt Gustaf Petterson med Byggnadsstyrelsen som uppdragsgivare. Utöver skolhuset uppfördes även rektorsbostaden i hörnet Björngårdsgatan / Maria Prästgårdsgatan. En elev som fick sin utbildning till folkskollärare här var Karin Boye. Utbildningen var ettårig och hon utexaminerades 1921. På 1960-talet flyttade Högskolan för lärarutbildning med speciallärarutbildning hit. 
År 1990 genomfördes en större ombyggnad till grundskola för att möta ett ökande elevantal när närbelägna Södra stationsområdet färdigställdes. Skolans namn blev Björngårdsskolan efter Björngårdsgatan som i sin tur uppkallades efter en "björngård" vilken på 1600-talet låg vid hörnet av Sankt Paulsgatan. I björngården förvarades björnar som fick delta i uppvisningar.

## Verksamhet
De första 18 åren var skolan organiserad i åldersblandade klasser där årskurs 1–3 respektive årskurs 4–6 gick i samma klass. Numera är Björngårdsskolan en två- till treparallellig skola från förskoleklass till årskurs 6 med sammanlagd cirka 500 elever.

## Bilder

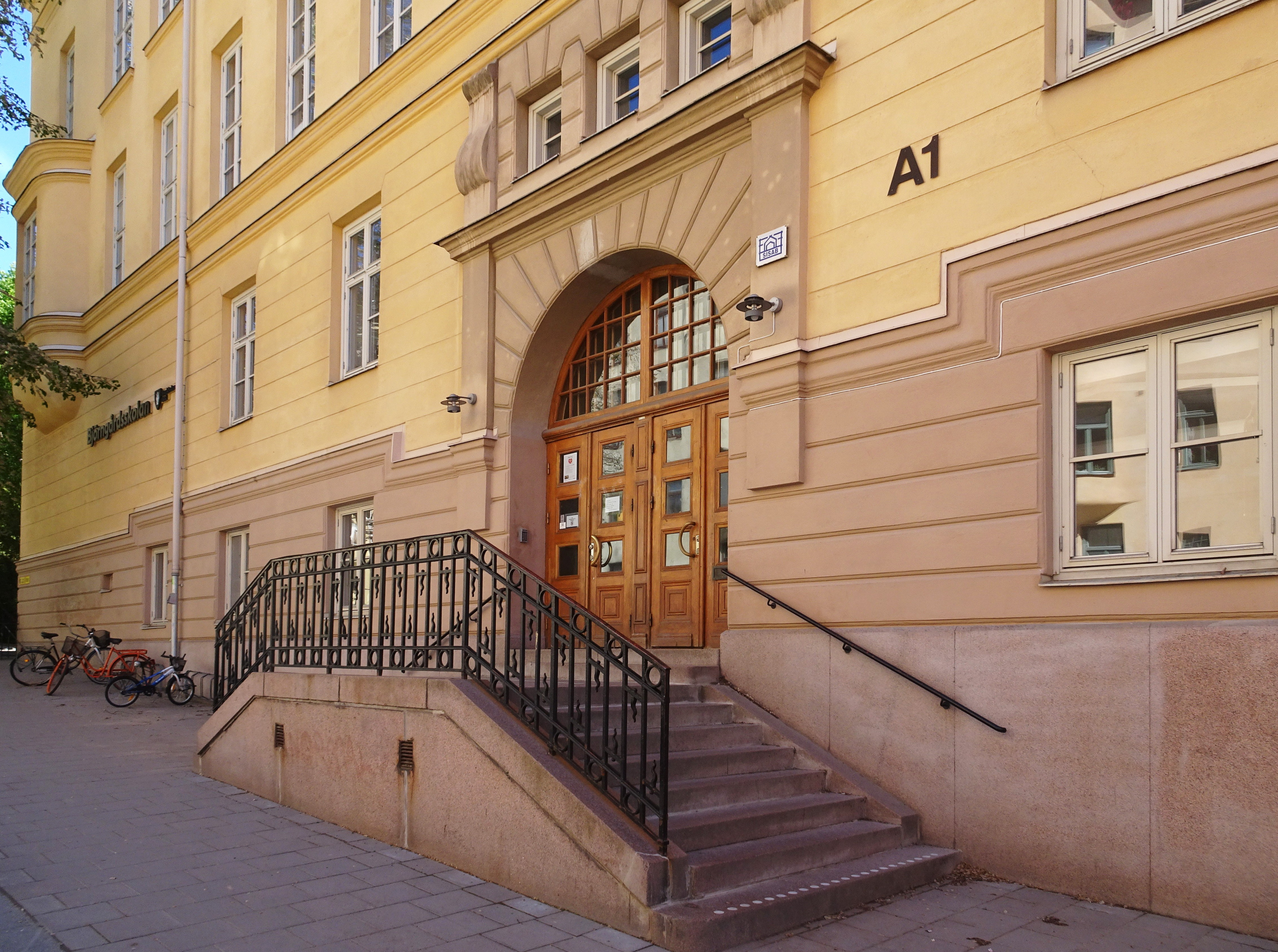
Entrén från Maria Prästgårdsgata.
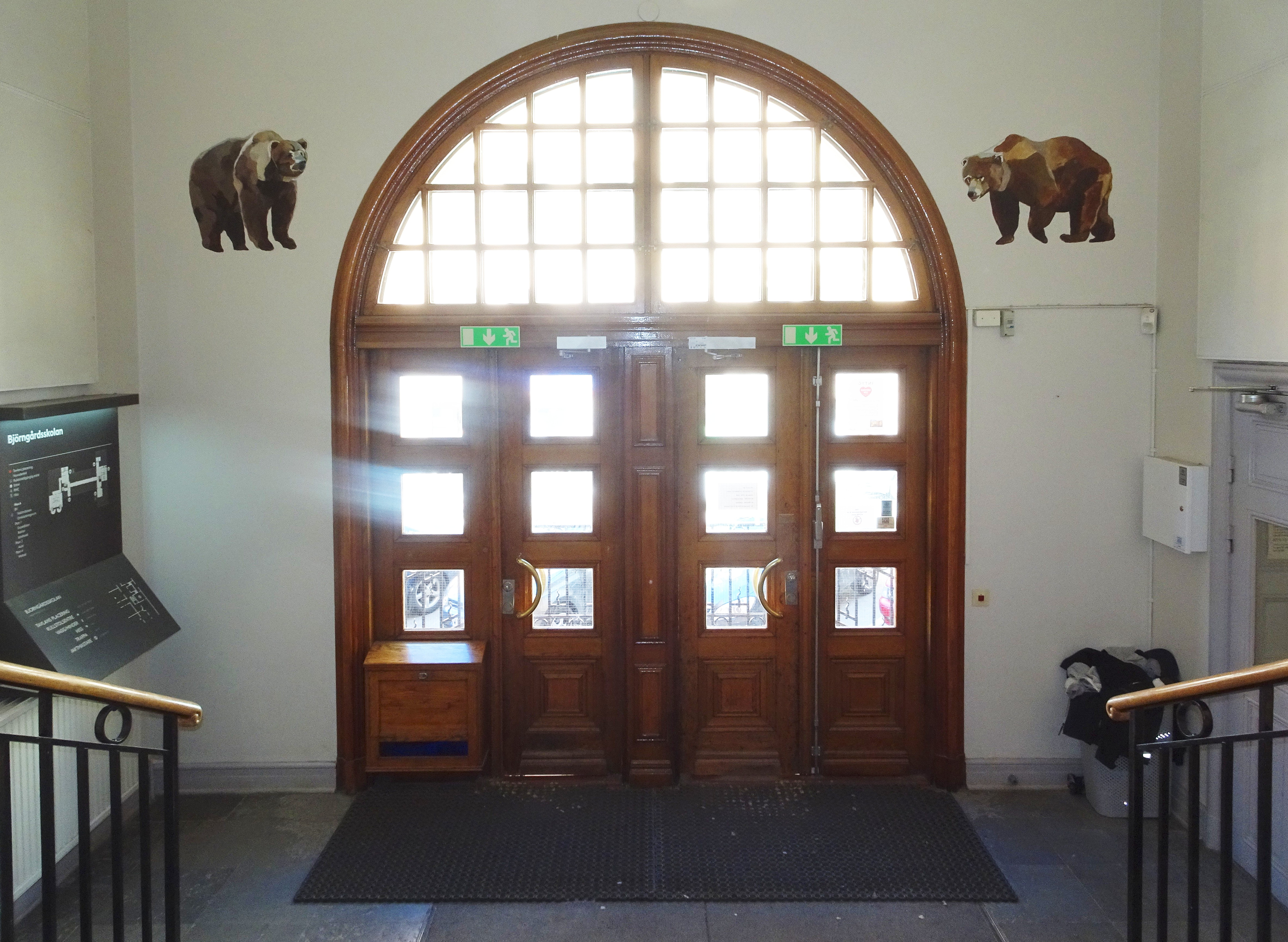
Interiör, entréhall.
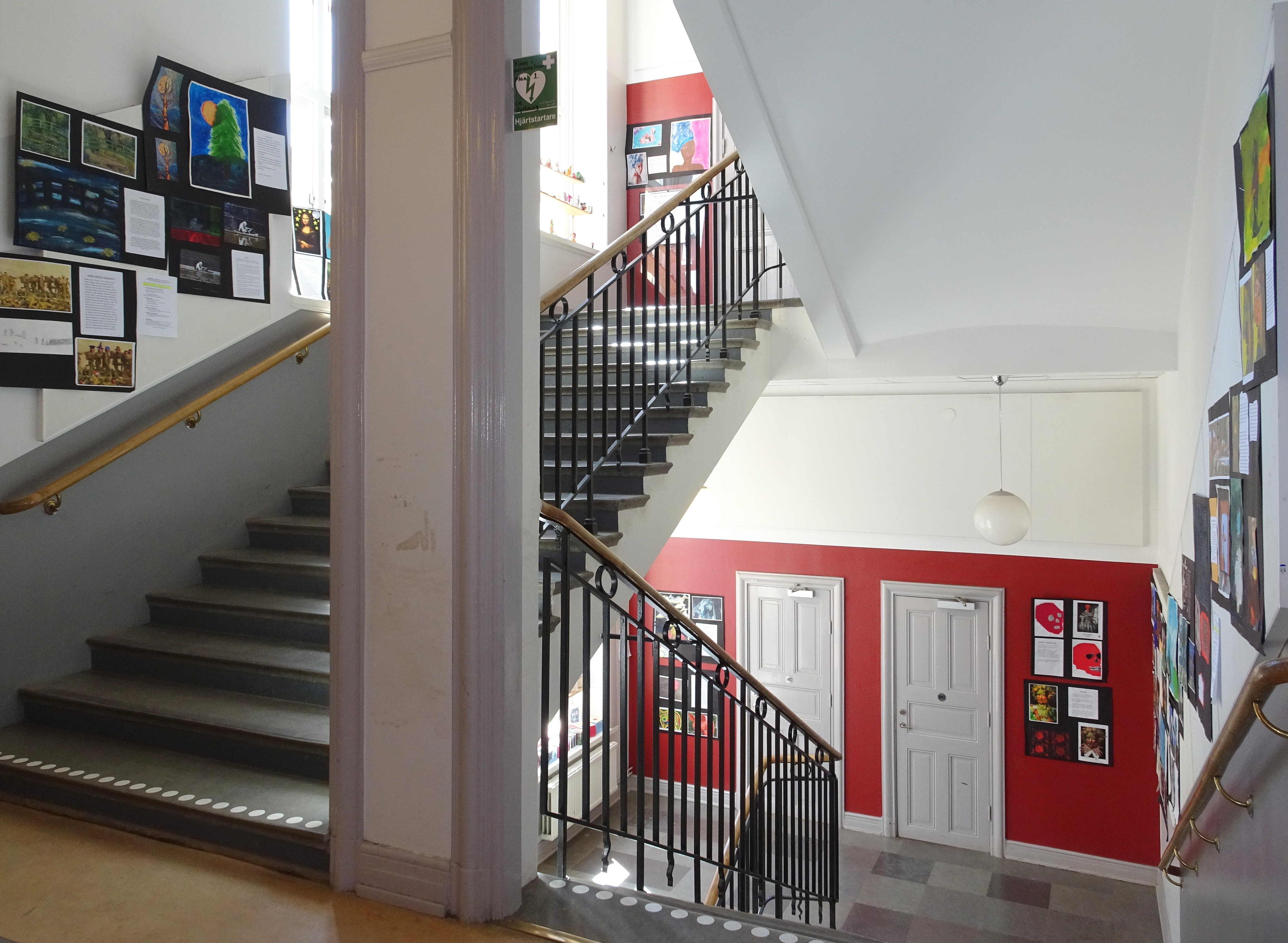
Interiör, trapphus.
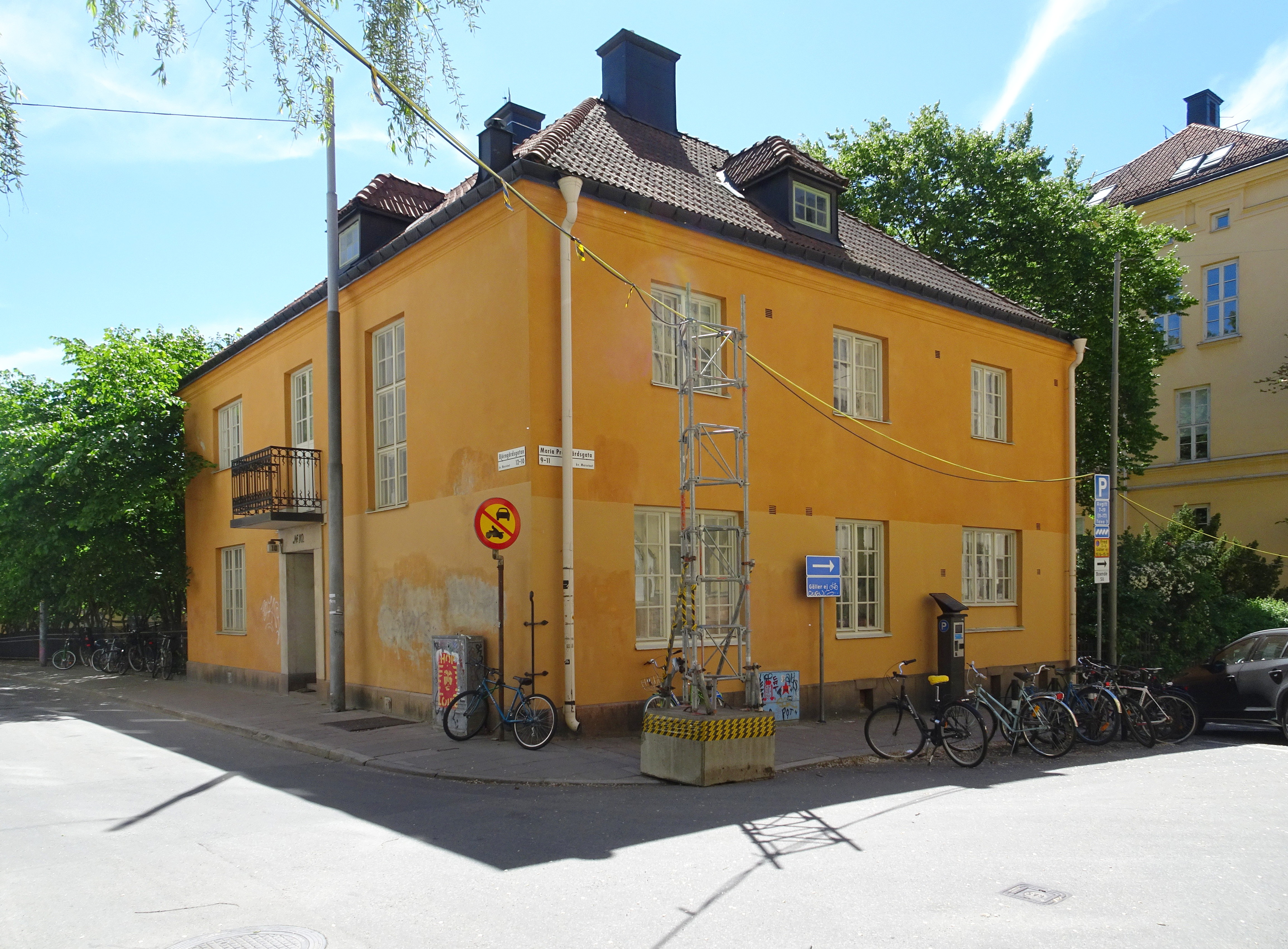
Före detta rektorsbostaden.